# Flutbrücke

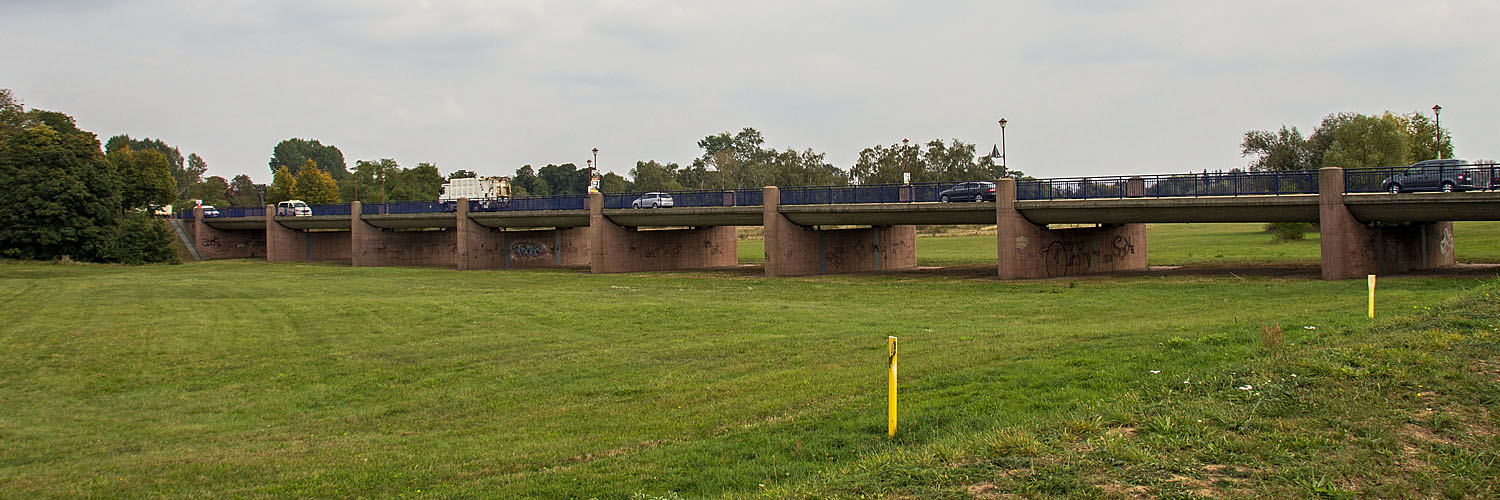
Flutbrücke an der Muldebrücke in Bad Düben

Eine Flutbrücke ist eine Brücke, die über das Überschwemmungsgebiet eines Gewässers führt. Sie ist in der Regel als Vorbrücke Bestandteil der Zufahrt zur Hauptbrücke über das Gewässer, kann aber auch als eigenständige Brücke zum Beispiel zur Querung eines Seitenarms dienen, der nur bei Hochwasser Wasser führt.

## Aufbau und Zweck
Flutbrücken sind Vorbrücken der eigentlichen Brücken, die über Gewässer (z. B. Flüsse) führen. Meist haben die Stützpfeiler engere Abstände als die Brücke, die über das Gewässer führt. Sie werden über Flussauen, z. B. Wiesen und Auen, gebaut. Die Flussauen sind bei normalen Wasserständen der Flüsse meist trocken oder feucht. Steigt der Wasserstand des Flusses aufgrund Hochwasser z. B. durch langanhaltenden Regen oder Schmelzwasser an, reicht das Flussbett für die Wassermenge nicht mehr aus und das überschüssige Wasser füllt die dafür vorgesehene Flussaue. In diesem Fall breitet sich die Wasserfläche um ein Vielfaches aus. Der Verkehrsweg ist aufgrund der hochgelegenen Flutbrücke trotz Hochwasser passierbar, da das Wasser unter der Flutbrücke hindurchfließen kann. Bei extremen Hochwasser werden Brücken und Flutbrücken für den Verkehr gesperrt, da eine Gefahr aufgrund möglicher Unterspülung durch die Wasserkraft die Statik Schaden nehmen könnte oder die Brücke gar überspült wird.

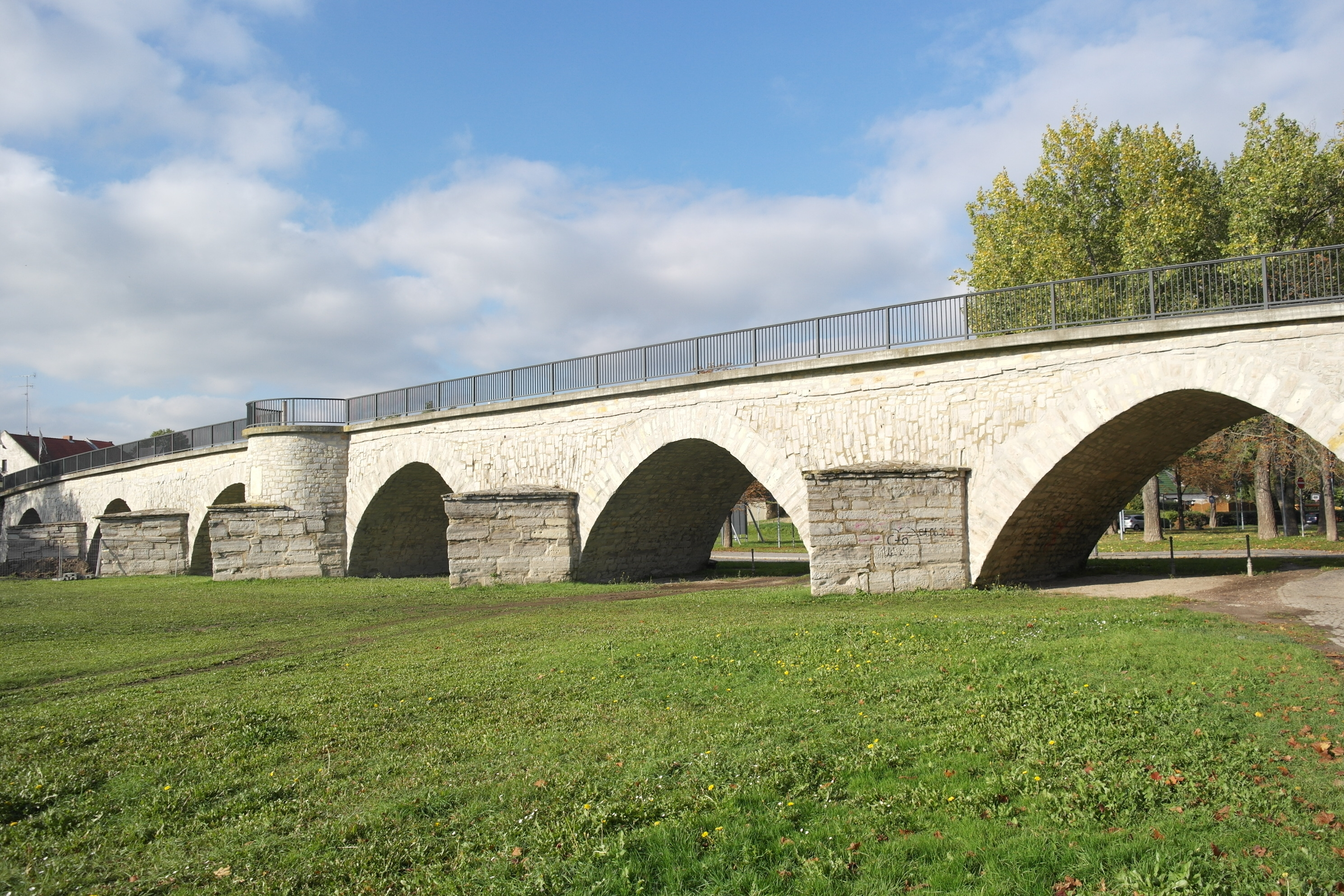
Die Waldauer Flutbrücke überspannt einen Altarm der Saale.
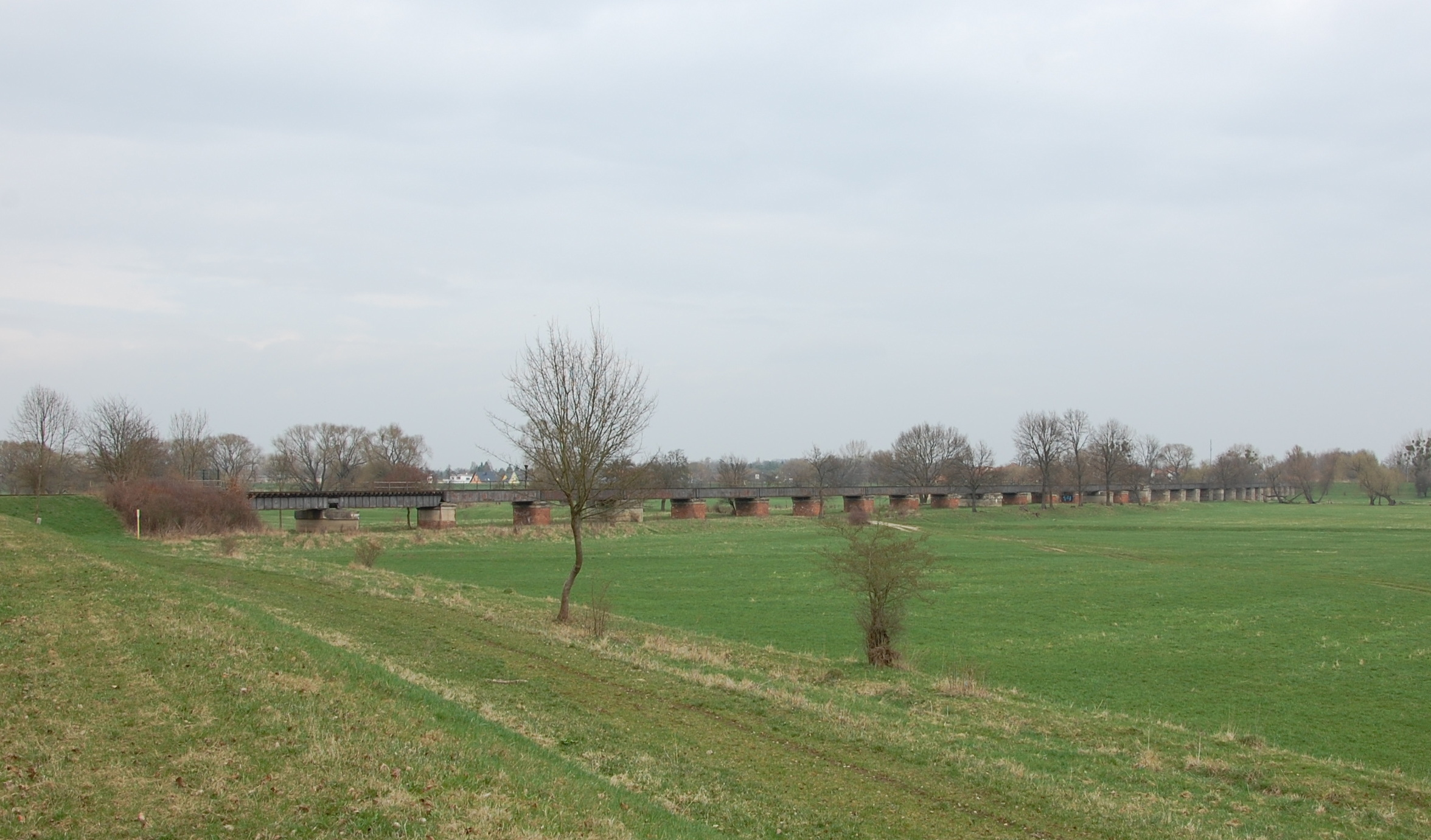
Eisenbahn-Flutbrücke über die Ehle östlich von Magdeburg
Trestle-Brücken der Frisco Bridge und Harahan Bridge über das Flutgebiet des Mississippi

### Flutbrücken in Hamburg
Manche Brücken über die Fleete der unter Hochwasserniveau liegenden Teile der Hamburger Speicherstadt und der HafenCity sind doppelstöckig und – teilweise über niedrig liegende Straßen hinweg – mit umliegenden Gebäuden verbunden, so dass bei einer Sturmflut Fußgänger in die flutgeschützte Altstadt gelangen können. 

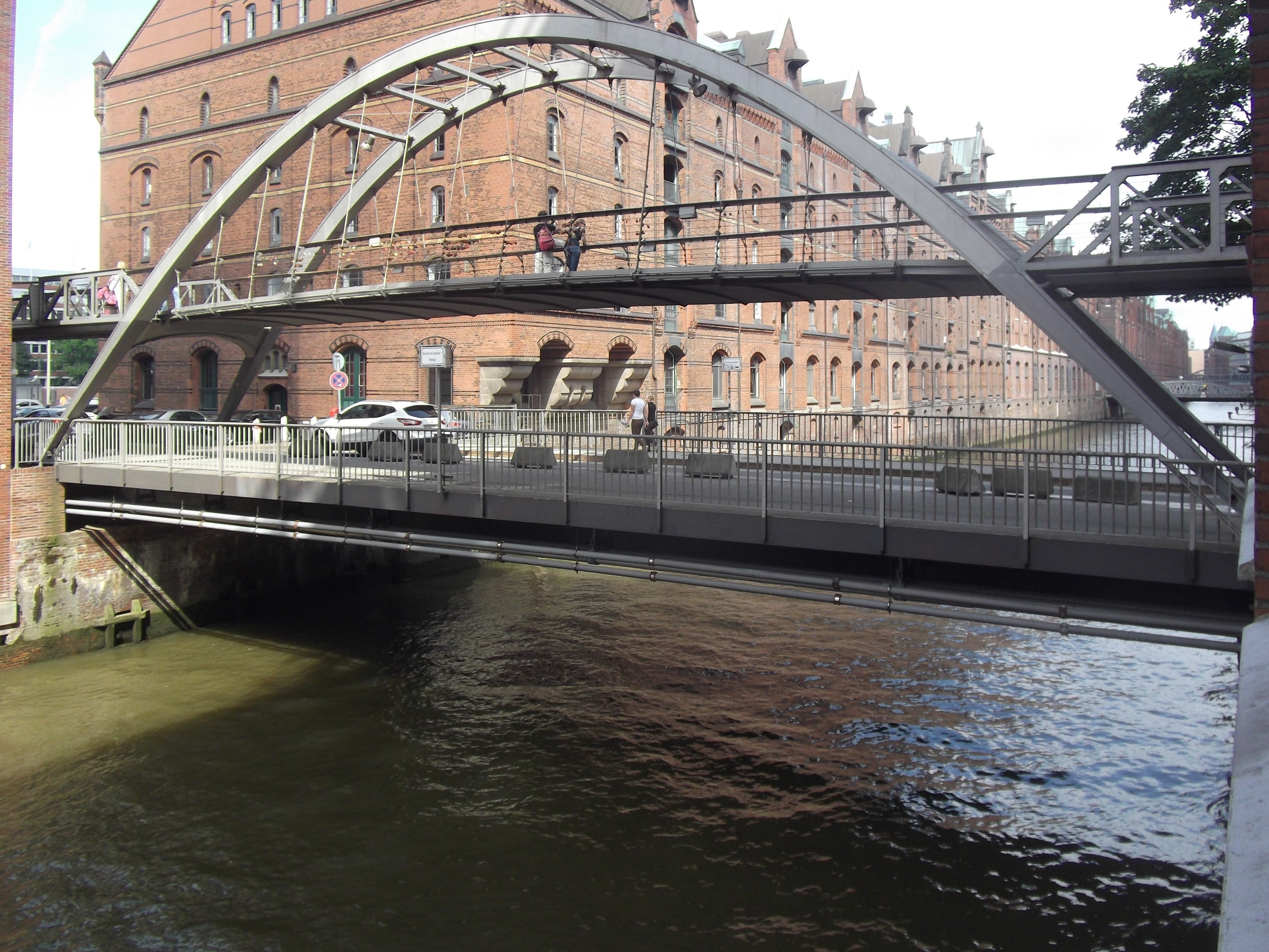
Kehrwiedersteg in der Hamburger Speicherstadt mit Flutbrücke
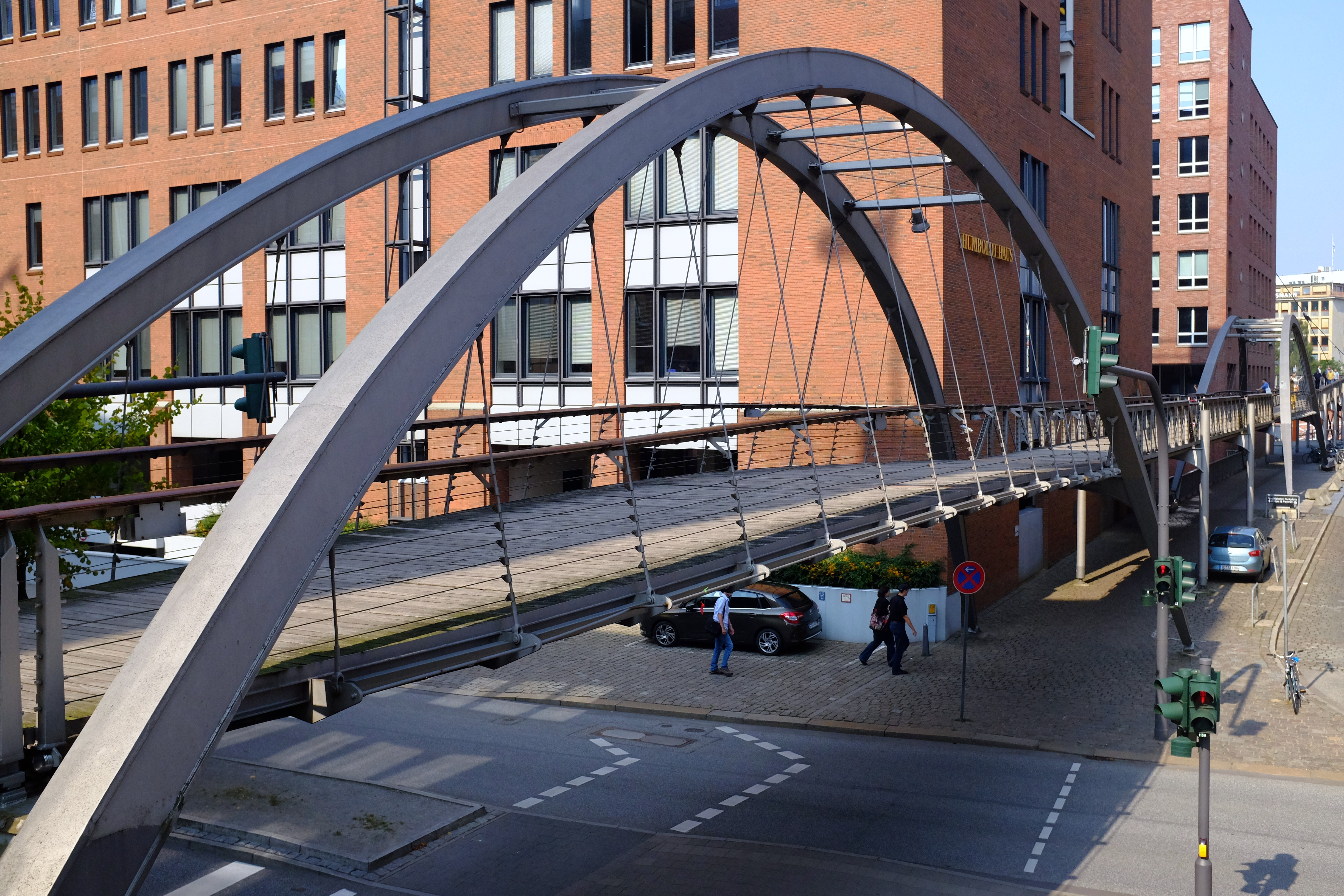
Flutbrücke über die nicht sturmflutsichere Straße Am Sandtorkai in der Hamburger HafenCity